# 北安培 (新澤西州)
北安培（英語：Ampere North）是位於美國新澤西州艾塞克斯縣的普查規定居民點。

## 人口
根據2020年美國人口普查的數據，北安培的面積為0.72平方千米，皆為陸地。當地共有人口5132人，而人口密度為每平方千米7,127.78人。